# Kanton Besse-et-Saint-Anastaise
Der Kanton Besse-et-Saint-Anastaise war von 1790 bis 2015 ein französischer Wahlkreis im Arrondissement Issoire im Département Puy-de-Dôme in der Region Auvergne-Rhône-Alpes.

## Geschichte
Der Kanton wurde am 4. März 1790 im Zuge der Einrichtung der Départements als Teil des damaligen "Distrikts Besse" gegründet. Mit der Gründung der Arrondissements am 17. Februar 1800 wurde der Kanton dem damaligen Arrondissements Issoire zugeordnet und neu zugeschnitten.
Siehe auch: Geschichte Département Puy-de-Dôme und Geschichte Arrondissement Issoire

## Geografie
Der Kanton grenzte im Nordwesten und Norden an die Kantone Rochefort-Montagne und Saint-Amant-Tallende im Arrondissement Clermont-Ferrand, im Nordosten an den Kanton Champeix, im Südosten an den Kanton Ardes, im Süden an den Kanton Condat im Arrondissement Saint-Flour im Département Cantal und im Westen an den Kanton La Tour-d’Auvergne.

## Gemeinden
Der Kanton bestand aus zehn Gemeinden:
| Gemeinde                 | Einwohner Jahr | Fläche km² | Bevölkerungsdichte | Code INSEE | Postleitzahl |
| ------------------------ | -------------- | ---------- | ------------------ | ---------- | ------------ |
| Besse-et-Saint-Anastaise | 1.497 (2013)   | –          | – Einw./km²        | 63038      | 63610        |
| Chambon-sur-Lac          | 363 (2013)     | –          | – Einw./km²        | 63077      | 63790        |
| Compains                 | 129 (2013)     | –          | – Einw./km²        | 63117      | 63610        |
| Égliseneuve-d’Entraigues | 450 (2013)     | –          | – Einw./km²        | 63144      | 63850        |
| Espinchal                | 92 (2013)      | –          | – Einw./km²        | 63153      | 63850        |
| Murol                    | 550 (2013)     | –          | – Einw./km²        | 63247      | 63790        |
| Saint-Diéry              | 398 (2013)     | –          | – Einw./km²        | 63335      | 63320        |
| Saint-Pierre-Colamine    | 240 (2013)     | –          | – Einw./km²        | 63383      | 63610        |
| Saint-Victor-la-Rivière  | 241 (2013)     | –          | – Einw./km²        | 63401      | 63790        |
| Valbeleix                | 143 (2013)     | –          | – Einw./km²        | 63440      | 63610        |